# Севежский замок
Севежский епископский замок (пол. Zamek biskupi w Siewierzu) — руины замка краковских епископов, расположенного в городе Севеже Бендзинского повята Силезского воеводства в Польше.

## История
Вероятно, после предоставления городских прав Севежу (около 1276 года) рядом с изгибом реки Чёрная Пшемша, посреди её заводей и болот, составлявших естественный оборонительный фактор, была построена новая резиденция каштелянов. Она была построена на искусственном острове, насыпанном из земли и укреплённом деревянными сваями.
Доподлинно неизвестно, когда на этом месте возник каменный замок. Вероятно, оно было построено в Севеже уже при правлении битомских князей в первой половине XIV века.
Первым каменным элементом была цилиндрическая башня, диаметром 9 метров, построенная в конце XIII века опольским князем Владиславом или его сыном Мешкой Цешинским. В 1337—1358 годах цешинский князь Казимир I приказал на месте валов построить стены и соорудить с востока каменную каменицу. В то время ворота находилась в южной части стен, то есть с противоположной стороны, чем в сейчас.
В 1443 году Севежское княжество, вместе с замком и городом, были выкуплены у князя-должника Вацлава I Цешинского краковским епископом Збигневом Олесницким. После нескольких лет споров с другими силезскими князьями, краковские епископы приняли светский титул севежских князей, а замок стал играть роль административного и политического центра Севежского княжества.
В 1471—1488 годах епископ Ян Жешовский приказал построить новую браму с противоположной (северной) стороны. Рядом со старое недействующей южной брамой был построен новый дом.
В XVI веке епископы перестроили замок, придав ему ренессансный вид. В 1518 году епископ Ян Конарский построил башню над новой брамой. По его инициативе в северо-восточной части замка было построено новое здание.
Епископ Пётр Томицкий приказал разобрать готическую башню в 1524—1530 годах, материал из неё был использован для строительства новых жилых крыльев замка в западной части и репрезентационного южного здания. Это придало замку характер ренессансной резиденции с замковым двором, окружённым деревянными крыльцами. Дальнейшие работы, которые заключались в удлинении и надстройке западного здания, провёл или епископ Анджей Зебжидовский, или епископ Филипп Падневский.
В 1575 году князь — епископ Францишек Красинский укрепил замок, приспособив его к использованию огнестрельного оружия. Была добавлена дополнительная внешняя стена, а пространство между ней и замком было заполнено землёй. Это создало артиллерийскую террасу, которая была оборудована 10 пушками. Ворота были укреплены барбаканом. Стены были окружены рвом и водами Чёрной Пшемши. Во время Шведского потопа Севежское княжество номинально оставалось нейтральным, однако в замке находились войска гетмана Стефана Чарнецкого, что побудило шведов к его захвату.
Очередная перестройка была сделана в 1681—1699 годах по инициативе епископа Яна Малаховского: было перестроено восточное крыло и в нём была размещена часовня, сооружены аркадная лоджия и кухня с севера. Завершил эту перестройку Константы Фелициан Шанявский. Кроме того, во время этой перестройки была увеличена высота надбрамной башни, а сама она была увенчана барочным шлемом с луком и фонарём. После пожара в середине XVIII века башню отреставрировал епископ Каэтан Игнаций Солтык. Общая форма, которую замок имел на то время, сохранилась в руине и на сегодня.
В 1790 году Великий сейм ликвидировал Севежское княжество, включив его в состав Речи Посполитой. В том же году епископ Феликс Павел Турский покинул замок, после чего тот начал приходить в упадок. Впрочем, ещё во время Наполеоновских войн, замок использовали в военных целях. С 1807 года и на протяжении всего XIX века в замке никто не жил.
В 50-х и 70-х годах XX века в замке с перерывами проводились укрепительные работы. Их восстановили в 1999 году с целью сохранения замка в состоянии постоянной руины. Из исторических элементов полностью сохранились — подкреплённые трёхступенчатыми контрфорсами — наружные стены жилых крыльев (кроме южной стены), два полных фрагмента стен жилых крыльев со стороны двора, башня над главной брамой, барбакан, фрагменты оригинальных каменных элементов (колонны, оконные рамы, и т. п) и оборонительные стены XVI века. Единственным более-менее значительным элементом замка, который до этого времени был реконструирован (в 1970-х годах), является фрагмент первого этажа восточного крыла (со стороны двора).

## Галерея

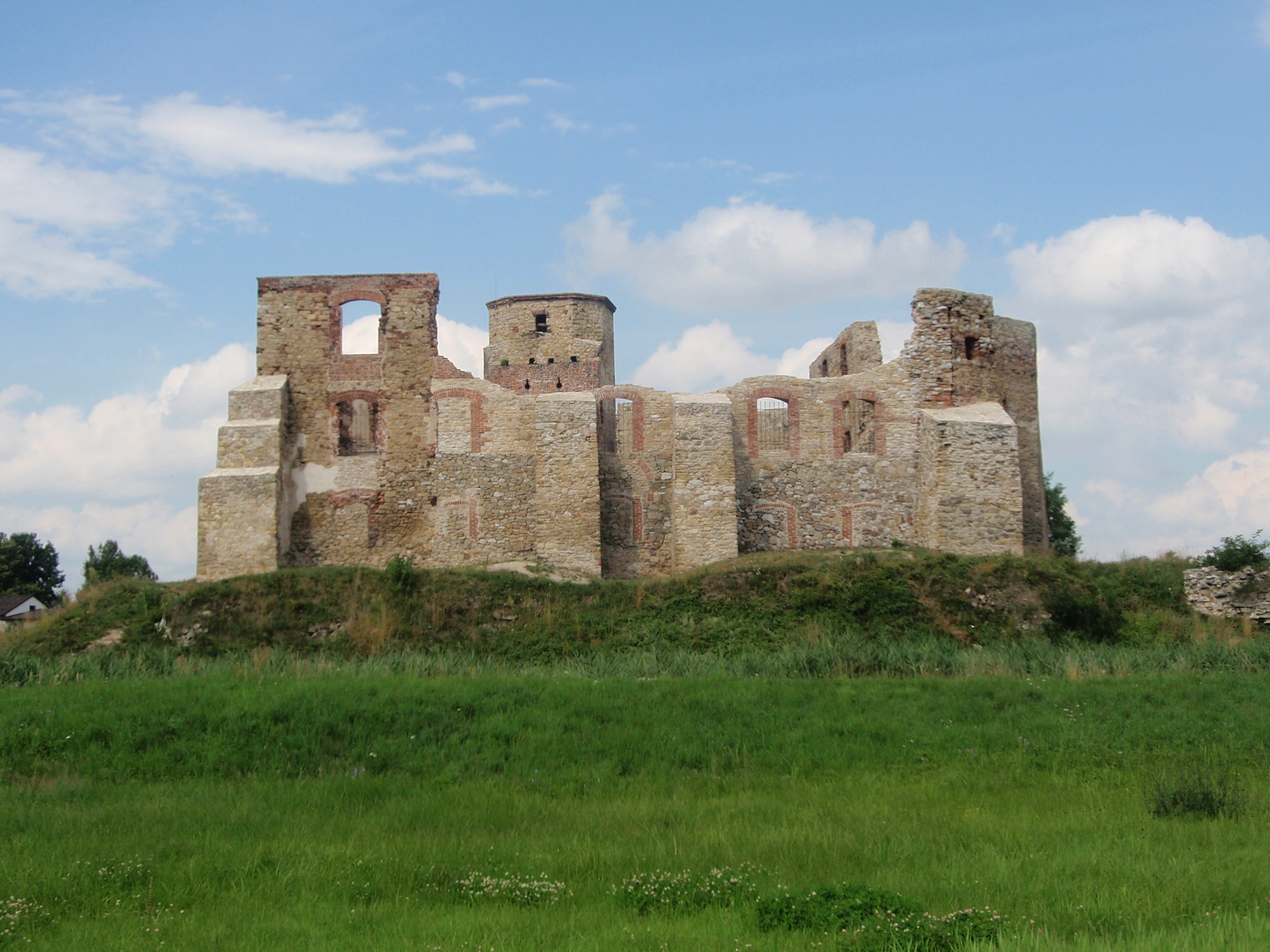
Вид на южную часть стен
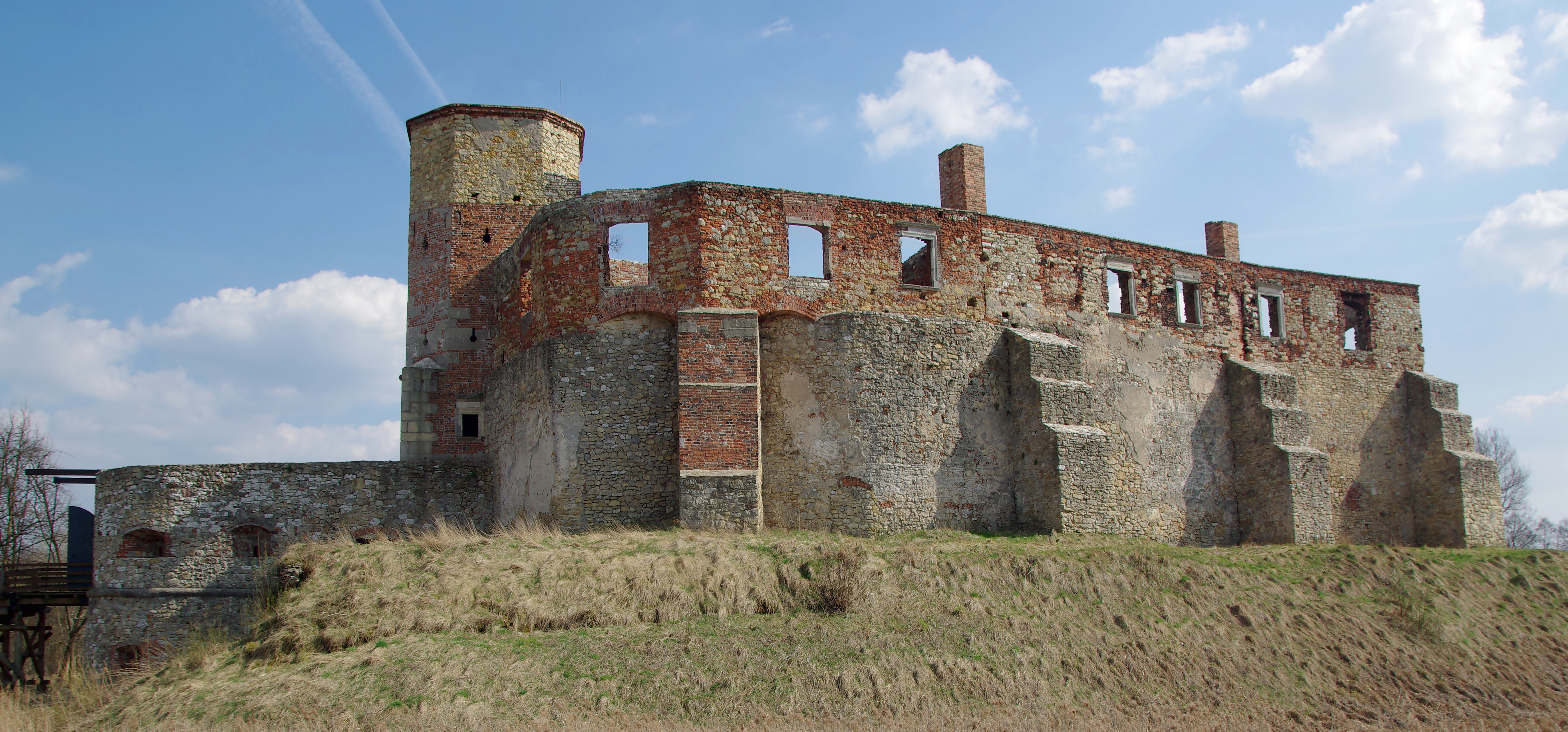
Западная стена замка
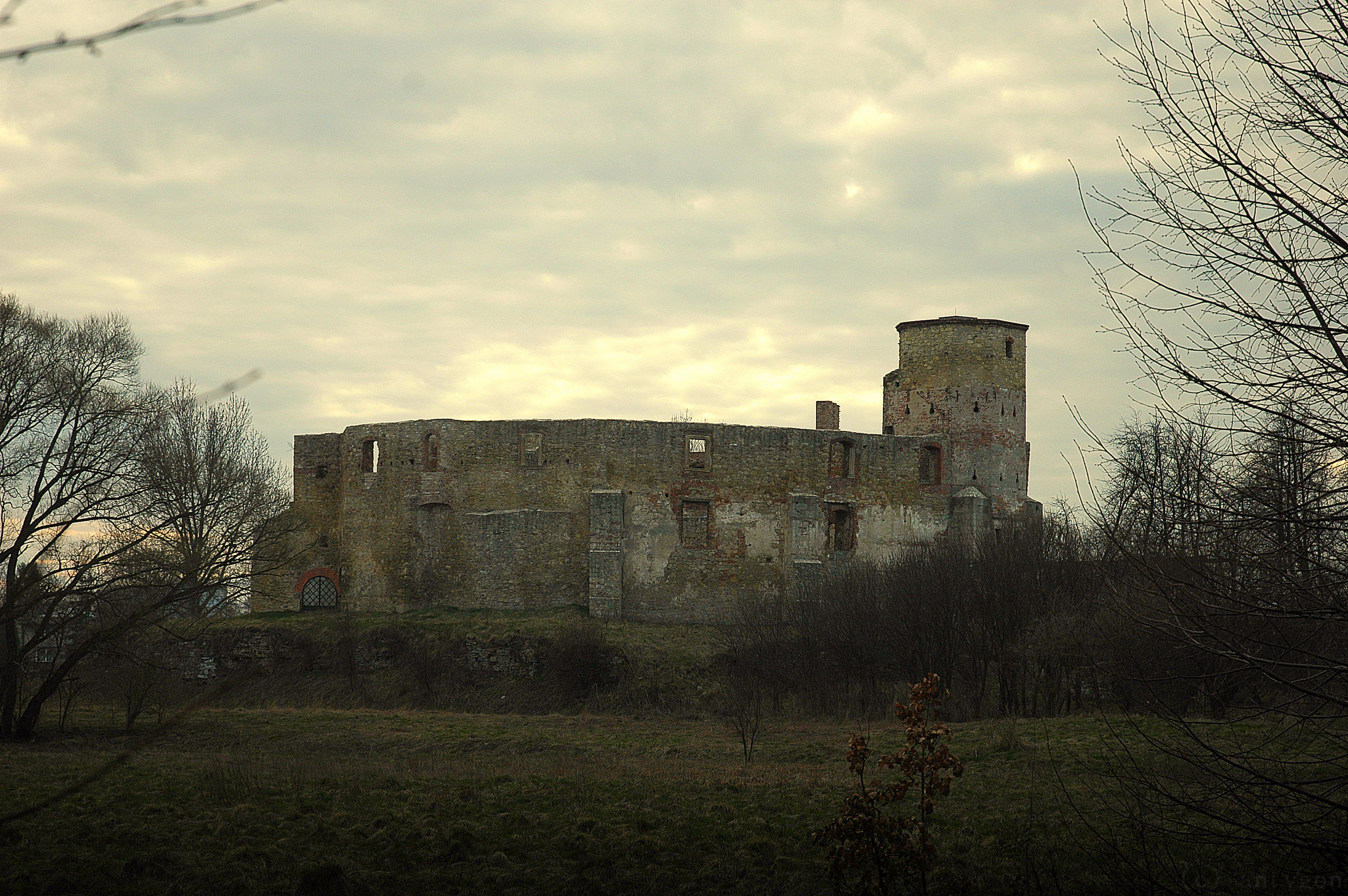
Восточная стена замка
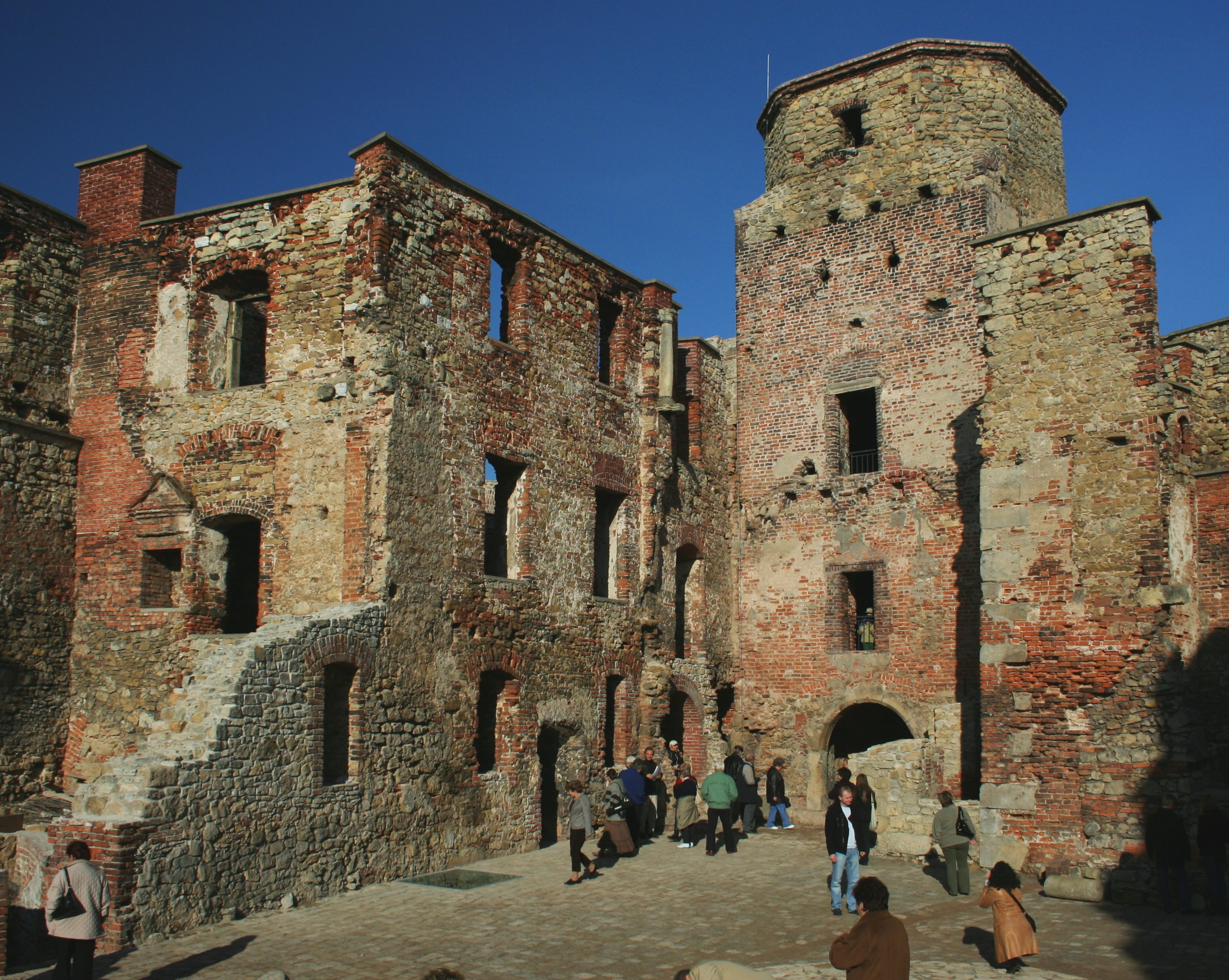
Замковое подворье
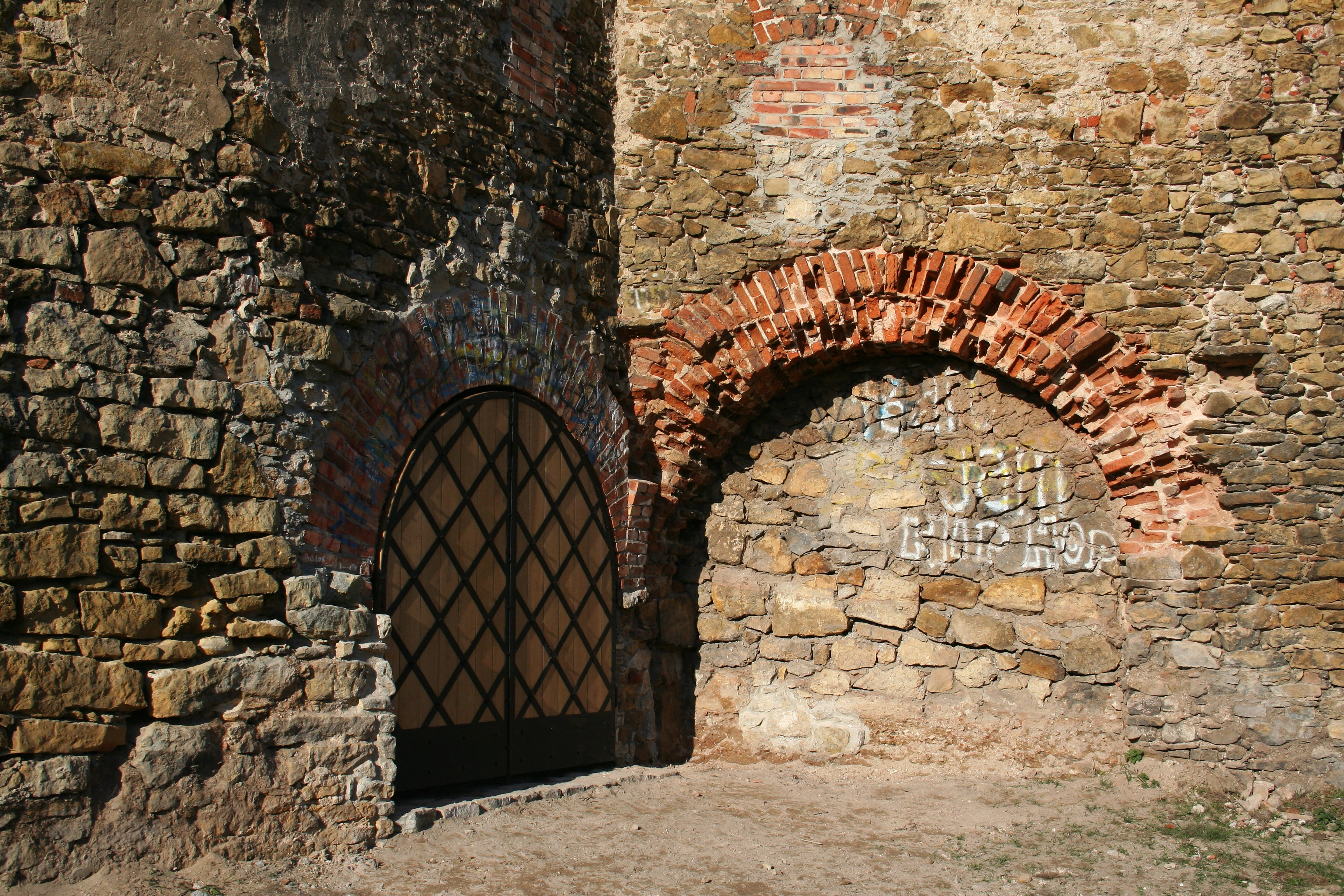
Аркады латринового угла с юго-восточной стороны
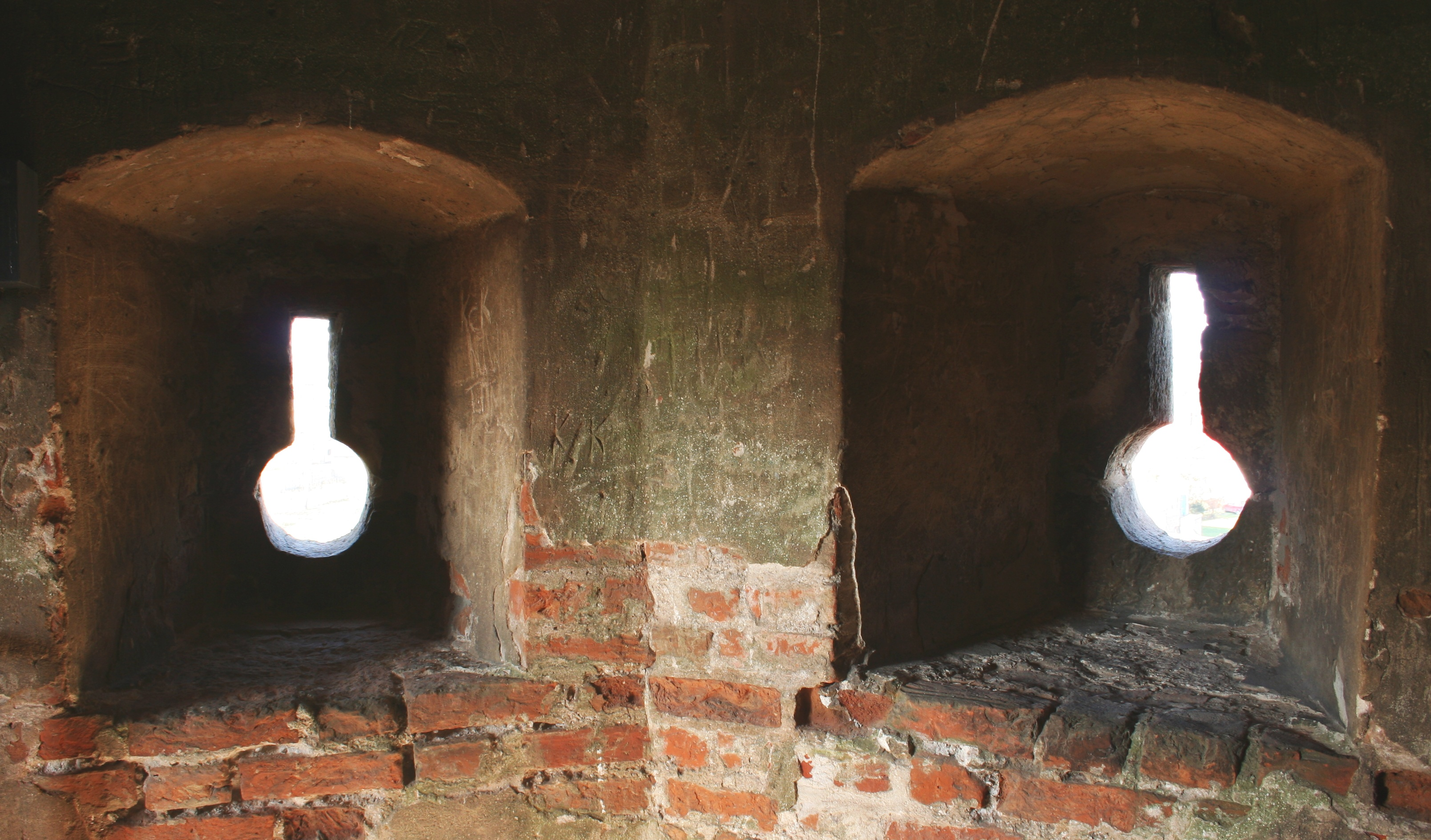
Ключевидные бойницы в башне